# Mailbird
Mailbird是适用于Windows 7及其之后更高版本的桌面电子邮件客户端，可用于发送、接收电子邮件，同时管理来自Outlook、Gmail、雅虎邮箱等不同电子邮箱的日历事件及联系人。该客户端还涵盖社交媒体、任务管理、文件共享和视频会议集成等功能。

## 历史
Mailbird最早由丹麦人迈克尔·奥森（Michael Olsen）和迈克尔·伯德卡尔（Michael Bodekaer）于2012年1月研发，其灵感来自OS X的轻量级电子邮件客户端“Sparrow”。除基本的电子邮件功能外，该软件的测试版当时还包括分层回复、内联附件、联系人应用与搜索、PDF预览、键盘快捷键、快速回复、永久删除等功能。
2013年1月，Mailbird开始邀请公众体验测试版。这一版本包括文件夹嵌套、消息下载、英文拼写检查等功能。除此之外，这一版本的Mailbird也已具备添加其他电子邮箱账户并设置主账户的功能。
2014年1月27日，Mailbird1.0正式面世。此版本的Mailbird已经具有IMAP、键盘导航和支持多帐户收发信的功能。此外，这一版本也提供了快速阅读、联系人管理、其他语言拼写检查和POP的功能。
2015年3月17日，Mailbird2.0发布，在原有版本基础上增加了延迟收信、视频会议和聚合收件箱的功能，同时为Facebook、WhatsApp、推特、Veeting Rooms、Asana等社交软件提供了集成。
截至2016年，该应用程序已具备多种显示语言。随后的几个版本中先后添加了取消发送、导入、自定义封面等功能，联系人管理器也得到了更新。
再之后的几个版本大部分都仅着手进行错误修复和功能改进，但也添加了与Moodo、ZeroBounce、Google Drive等软件的集成功能。2019年，Mailbird添加了邮件过滤功能。
2020年，Mailbird推出了具备本机日历、高级搜索和跨帐户邮件移动等功能的新版本邮件收发软件。 

## 功能

### 多账户支持
Mailbird支持所有使用IMAP和POP3协议的电子邮箱帐户。

### 延迟收信
这一功能让用户能够在设定的时间段内收不到电子邮件。设定的时间段结束之后，这些被延迟送达的电子邮件将出现在收件箱的顶部。

### 快速预览
电子邮件的文本内容在空白屏上将逐字显示；显示的速度可以根据个人需求进行调节。

### 本机日历
日历功能提供按日、周和月的典型视图，也可以在收件箱侧边栏中打开。用户可以同时查看所有正在使用的电子邮件帐户的日历。

### 高级搜索
可以使用运算符和过滤器搜索电子邮件，如是否有附件等。

### 跨帐户移动电子邮件
多帐户支持提供了将电子邮件从一个帐户移动或复制到另一个帐户的功能。这一功能等操作方法与将文件从一个文件夹移动或复制到另一个文件夹时相同。

### 领英搜索
商业订阅允许在领英上搜索或联系联系人。

### 电子邮件跟踪器
用户可以在电子邮件中放置跟踪器，在发出后即可查看哪些收件人阅读了邮件内容。如果收件人打开了这种电子邮件，已读的信息将显示给发件人。

### 独立回复
这是Mailbird的默认选项。用户可以通过这一功能针对电子邮件中的某些部分进行回复与评论；它们会自动被高亮，并在一旁标记有回复人的姓名。

## 第三方集成
Mailbird内置有浏览器，因此在软件内部即可打开网页应用程序。附加组件展示于内置的应用商店，只需点选组件旁的复选框即可在软件内安装之。
- Chrome — 应用内浏览网页
- Degoo — 人工智能云存储
- Dropbox — 云存储
- Evernote — 网络和桌面记事本
- Feedly — 新闻聚合应用
- Google 服务 — 云端硬盘、日历、环聊
- Todoist — 个人和团队生产力管理
- 社交网络 — WhatsApp、Facebook Messenger、微信、推特
- 商业博客 — TechCrunch 、 The Verge 、 Lifehacker等。
- Unroll.me — 电子邮件订阅管理
- Asana — 个人和团队项目管理
- FollowUp.cc — 用于设置提醒和自动回复的Gmail集成
- Slack — 团队沟通